# Aursunden
Aursunden je jezero u općini Røros u okrugu Trøndelag u Norveškoj. Selo Brekken leži uz istočnu obalu, a selo Glåmos leži uz zapadnu obalu.
Jezero je dugo oko 22 km, široko oko 5 km, s površinom od 46 km2. Najveća dubina jezera iznosi 52 metra. U slijevu ovog jezera su i manja jezera Rien, Riasten i Bolagen. Istjek vode iz jezera je reguliran branom hidroelektrane kroz koju voda ističe u rijeku Glommu.
Aursunden se često navodi kao izvor rijeke Glomme, najduže i najveće rijeke u Norveškoj. Stvarno izvorište je blizu Aursundena blizu početka doline Glåmdal. Mještani tvrde da je izvor Glomme Mustjønna, sićušno jezero udaljeno oko 30 km sjeverno od Aursundena.

## Vanjske poveznice
|  | Zajednički poslužitelj ima još gradiva o temi Aursunden |